# Robert Jenkins
Robert Jenkins (ur.?, zm. 1745) – angielski kapitan statku. 
Robert Jenkins w roku 1738 wystąpił w brytyjskiej Izbie Gmin, gdzie przedstawił skargą na hiszpańską Koronę, której okręty napadały, zatrzymywały i rewidowały angielskie statki. Na dowód nadużyć za strony Hiszpanii przedstawił swoje ucięte ucho, utracone podczas rewizji jego statku w 1731 roku. Przypadek Jenkinsa posłużył do wypowiedzenia w 1739 wojny Hiszpanii. Wojna ta, zwana wojną o ucho Jenkinsa była początkiem większego konfliktu o sukcesję austriacką, który doprowadził do nowego podziału kolonii i ugruntował hegemonię brytyjska na morzach. 